# Гонзага, Джинджер
Джи́нджер Гонза́га (англ. Ginger Gonzaga; род. 17 мая 1983, Калифония, США) — американский комик и актриса. Известна своими ролями во многих телесериалах и фильмах. В январе 2021 года, Джинджер приняла участие в сериале «Женщина-Халк: Адвокат» (2022), действие которого происходит в медиафраншизе «Кинематографическая вселенная Marvel».

## Ранняя жизнь
Гонзага выросла в городе Модесто (штат Калифорния), где она училась в средней школе Бейера. Также она училась в Калифорнийских университетах в Беркли и Санта-Барбаре, где специализировалась в области политологии. Гонзага окончила учёбу на год раньше, чтобы пройти обучение в школе The Groundlings, а затем продолжила изучать импровизацию в Second City и Upright Citizens Brigade.

## Карьера
Гонзага вела на канале Hulu комедийное ежедневное обзорное шоу поп-культуры под названием «The Morning After». Она была постоянным участником шоу «Правила смешивания» на канале ABC, которое длилось 13 серий. Она также появлялась во многих других телевизионных шоу, в том числе «Togetherness», «Умираю со смеху», «Wrecked», «Шучу» и «Комната 104».
В 2019 году она появилась в сериале Пола Радда «Ужиться с самим собой». Играла «сердитую молодую женщину-конгрессмена» Анабелу Исидро-Кампос, также известную как просто АИП — персонажа, основанного на женщине-конгрессмене Александрии Окасио-Кортес, в сатирической космической комедии 2020 года «Космические силы». В январе 2021 года она снялась в сериале «Женщина-Халк: Адвокат» (2022) для потокового сериала Disney+ для Marvel Studios, действие которого происходит в медиафраншизе «Кинематографическая вселенная Marvel», сыграв лучшую подругу Дженнифер Уолтерс / Женщины-Халка.

## Личная жизнь
Гонзага была в отношениях с актёром Джимом Керри с 2018 по 2019 год.

## Актёрская деятельность

### Фильмы
| Год  | Название                      | Роль    | Комментарии   |       |  |
| ---- | ----------------------------- | ------- | ------------- | ----- |  |
| Год  | Название                      | 2012    | Третий лишний | Джина |  |
| 2014 | Someone Marry Barry           | Хуанита |               |       |  |
| 2016 | Dean                          | Джилл   |               |       |  |
| 2017 | Literally, Right Before Aaron | Хелен   |               |       |  |
| 2020 | Bad Therapy                   | Миранда |               |       |  |

### Телевидение
| Год       | Название              | Роль                   | Комментарии       |      |              |
| --------- | --------------------- | ---------------------- | ----------------- | ---- | ------------ |
| Год       | Название              | 2011—2012              | The Morning After | Себя | 345 эпизодов |
| 2012—2020 | Гриффины              | Различные голоса       | 4 эпизода         |      |              |
| 2014      | Правила смешивания    | Майя                   | 13 эпизодов       |      |              |
| 2016      | Togetherness          | Кристи                 | 4 эпизода         |      |              |
| 2016—2017 | Wrecked               | Эмма                   | 12 эпизодов       |      |              |
| 2017      | Шанс                  | Лорена                 | 8 эпизодов        |      |              |
| 2017—2018 | Умираю со смеху       | Мэгги                  | 10 эпизодов       |      |              |
| 2017—2020 | Робоцып               | Различные голоса       | 2 эпизода         |      |              |
| 2018      | Шучу                  | Вивиан                 | 5 эпизодов        |      |              |
| 2018      | Комната 104           | Викки                  | 1 эпизод          |      |              |
| 2018      | Чемпионы              | Дана                   | 10 эпизодов       |      |              |
| 2019      | Ужиться с самим собой | Мег                    | 1 эпизод          |      |              |
| 2020      | Космические силы      | Анабелла Исидро-Кампос | 2 эпизода         |      |              |
| 2022      | Женщина-Халк: Адвокат | Никки Рамос            |                   |      |              |
| 2023      | Правдивая ложь        | Хелен Таскер           |                   |      |              |